# ایمان الجبوری
ایمان الجبوری پزشک عراقی است. او مسئول امور بین‌المللی سازمان بین‌المللی مهاجرت، سازمان کمک‌های بین‌المللی در عراق است.
او از دانشکده پزشکی در بغداد عراق فارغ‌التحصیل شد، اما عراق را ترک کرد تا در یمن کار کند. در سال ۲۰۰۳ پس از جنگ به عراق بازگشت و در بخش اورژانس کار می‌کرد. او در سال ۲۰۰۳ در سازمان بین‌المللی مهاجرت مشغول به کار شد و جهت درمان مردم عراق در بیمارستان‌ها خدمت کرد. وی همچنین برندهٔ جوایزی همچون جایزه بین‌المللی زنان شجاع در سال ۲۰۰۸ شده‌است.

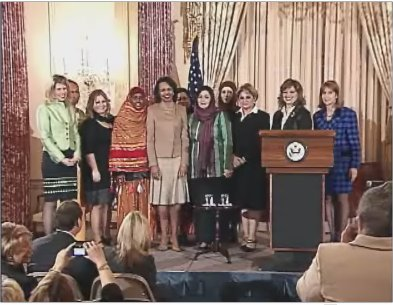
سال ۲۰۰۸ دریافت کنندگان دومین جایزه سالانه بین المللی زنان شجاع